# Tasman Highway
Der Tasman Highway ist eine Fernverkehrsstraße im Osten des australischen Bundesstaates Tasmanien. Der Tasman Highway ist 410 km lang, was ihn zu einem der längsten Highways in Tasmanien macht. Genau wie der Midland Highway verbindet der Tasman Highway die beiden größten Städte Tasmaniens, Hobart und Launceston, allerdings nicht auf direktem, sondern auf einem längeren Weg entlang der Ostküste der Insel.

## Verlauf
Der Tasman Highway beginnt im Stadtzentrum von Hobart, wo auch der Brooker Highway (N1), die Davey Street (A6) und die Macquarie Street (A6) ihren Anfang haben.

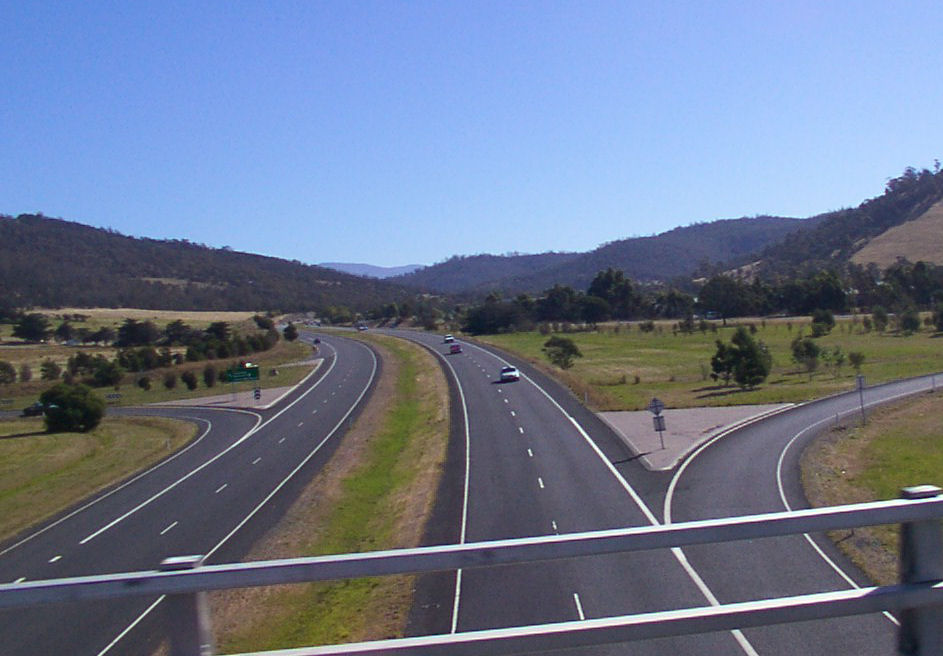
Tasman Highway, Eastern Outlet bei Cambridge

Da der Tasman Highway die Hauptstadt Richtung Osten verlässt, werden die ersten Kilometer auch Eastern Outlet genannt. Dieser Streckenabschnitt führt über die Tasman Bridge, die mit einem System zur Regulierung der Fahrspuren während der Hauptverkehrszeiten ausgerüstet ist, bis zum Flughafen von Hobart, etwa 20 km östlich des Stadtzentrums. Das Eastern Outlet und die Tasman Bridge sind auch die wichtigste Straßenverbindung für Pendler aus den östlichen Stadtteilen.
Nach dem Abzweig zum Hobart International Airport führt der Tasman Highway weiter nach Sorell. Dort zweigt der Arthur Highway (A9) in Richtung Osten ab. Der Tasman Highway führt zunächst nach Norden weiter, bevor er kurz vor Runnymede in Richtung Ost-Nordosten dreht und bei Orford die Ostküste Tasmaniens erreicht.
Von Orford aus führt der Tasman Highway weiter in Richtung Norden, teilweise direkt an der Küste zur Tasmansee entlang und bietet spektakuläre Aussichten und ein besonderes Fahrerlebnis. Der Abschnitt von Orford über Swansea bis nach St Helens wird in Reiseführern als East Coast Escape beworben.
Von St. Helens aus führt die Fernstraße wieder ins Landesinnere und verläuft in nordwestlicher Richtung bis nach Herrick, wo sie nach Westen schwenkt. Sie führt durch Regenwälder, tiefe Schluchten und vorbei an Wasserfällen. Hinter Scottsdale führt der Highway nach Südwesten, ist wieder besser ausgebaut und nimmt beim Erreichen der Vororte von Launceston den typischen Charakter einer Haupteinfallstraße in die Stadt an. Sein Ende erreicht der Tasman Highway im Zentrum von Launceston an der Kreuzung von Brisbane Street und George Street, wo er mit dem Midland Highway (N1), dem East Tamar Highway (A7) und dem West Tamar Highway (A8) verbunden ist.

### Brückenbauwerke und Dämme
Unmittelbar an seinem Beginn in Hobart führt der Tasman Highway über die Tasman Bridge, die südlichste Brücke am Derwent River, die Zentrum und östliche Stadtteile der Hauptstadt miteinander verbindet.
Nur etwa 20 km weiter, kurz nach dem Flughafen von Hobart, überwindet die Straße die Meeresbucht Pitt Water mit Hilfe der McGees Bridge mit angeschlossenem Damm und erreicht Midway Point. Von dort führt ein weiterer Damm, der Sorell Causeway, über eine kleinere Bucht zur gleichnamigen Stadt.